# Bordelonville
Bordelonville – jednostka osadnicza w Stanach Zjednoczonych, w stanie Luizjana, w parafii Avoyelles.